# کفشک‌ماهی سی او
کفشک‌ماهی سی او (نام علمی: Pleuronichthys coenosus) نام یک گونه از زیرخانواده راست‌رویان است.
این گونه ماهی در در مناطق صخره‌ای در اعماق ۱۸ و ۳۵۰ متری یافت می‌شود. زیستگاه طبیعیش نیز مناطق نیمه‌گرمسیری در شرق اقیانوس آرام در مناطق سیتا، آلاسکا و باخا کالیفرنیا حضور دارد.